# Euthyneura albipennis
Euthyneura albipennis är en tvåvingeart som först beskrevs av Zetterstedt 1842.  Euthyneura albipennis ingår i släktet Euthyneura och familjen puckeldansflugor. Arten är reproducerande i Sverige. Inga underarter finns listade i Catalogue of Life.